# Квашонка
Квашонка — река в Тверской области России.
Протекает в Нелидовском и Андреапольском районах по территории государственного природного Центрально-Лесного заповедника. Впадает в реку Жукопу в 78 км от её устья по правому берегу. Длина реки составляет 14 км.

## Данные водного реестра
По данным государственного водного реестра России относится к Верхневолжскому бассейновому округу, водохозяйственный участок реки — Волга от истока до Верхневолжского бейшлота, речной подбассейн реки — бассейны притоков (Верхней) Волги до Рыбинского водохранилища. Речной бассейн реки — (Верхняя) Волга до Куйбышевского водохранилища (без бассейна Оки).
Код объекта в государственном водном реестре — 08010100112110000000109.